# شاهامیر شاهامیریان
شاهامیر شاهامیریان (ارمنی: Շահամիր Շահամիրյան; انگلیسی: Shahamir Shahamirian; زاده ۱۷۲۳ – درگذشته ۱۷۹۸) نویسنده و فیلسوف سده ۱۸ میلادی، چهره سرشناس در جنبش آزادی‌بخش ارمنی و یک تاجر ثروتمند ارمنی در مدرس بود.

## زندگی‌نامه
شاهمیریان در سال جلفای نو، ایران به دنیا آمد. وی سپس به هند نقل مکان نمود که به تاجر ثروتمند بدل گشت. در سال ۱۷۷۱ شاهامیریان نخستین انتشاراتی کتاب ارمنی را در مدرس بنیانگذاری نمود. در سال ۱۷۷۲ شاهامیریان نخستین اثر در زمینه فلسفه سیاسی ارمنی را به چاپ رسانید. وی چشم‌اندازی از یک حکومت و ایده انقلابی را در میان ارمنی‌ها در سده ۱۸ میلادی ترویج نمود.
نخستین طرح برای قانون اساسی در ارمنستان توسط «شاهامیر شاهامیریان» در سال‌های ۸۹–۱۷۷۸ تهیه گردید.

## آثار برجسته
- Գիրք անուանեալ Որոգայթ փարաց (Girk Anvanial Vorokait Parats) (Snare of Glory) - 1773[۹] Over 2,000 published
- Տետրակ որ կոչի Նշաւակ (Tetrak vor Kochi Nshavak) (Booklet of Aim) - 1783[۹]